# Sam Claflin
Samuel George "Sam" Claflin, född 27 juni 1986 i Ipswich, Suffolk, är en brittisk skådespelare. Han är bland annat känd för sin roll som Richard i TV-serien Svärdet och spiran och som prästen Philip i filmen Pirates of the Caribbean: I främmande farvatten. Han spelar även rollen som Finnick Odair i The Hunger Games: Catching Fire.

## Biografi
Sam Claflin föddes i Ipswich, Suffolk. Han är det tredje av fyra barn till Mark, en revisor/ekonomichef för en radiostation, och Sue Claflin, som är skolassistent. Han har två äldre bröder, Benjamin och Daniel, och en yngre bror, Josef, som också är skådespelare.
Han studerade vid Costessey High School i Norwich, och var en medlem av School of Excellence för Norwich City FC. 2003 började han studera Performing Arts på Norwich City College, innan han gick vidare att studera vid London Academy of Music and Dramatic Art.
Claflin är gift med skådespelaren Laura Haddock. De har en son, född i december 2015, och en dotter, född i februari 2018. Den 20 augusti 2019 meddelade Claflin och Haddock sin separation.

## Filmografi

### Film
| År   | Titel                                           | Roll             | Noteringar                                                    |
| ---- | ----------------------------------------------- | ---------------- | ------------------------------------------------------------- |
| 2010 | Svärdet och spiran                              | Richard          | 8 avsnitt                                                     |
| 2011 | Pirates of the Caribbean: I främmande farvatten | Philip Swift     | Nominerad - Empire Awards för Best Male Newcomer              |
| 2012 | Snow White and the Huntsman                     | William          | Nominerad - Teen Choice Awards för Choice Movie Breakout Male |
| 2013 | The Hunger Games: Catching Fire                 | Finnick Odair    |                                                               |
| 2013 | Modern Life Is Rubbish                          | Liam             |                                                               |
| 2014 | The Quiet Ones                                  | Brian McNeil     |                                                               |
| 2014 | Love, Rosie                                     | Alex Stewart     |                                                               |
| 2014 | The Riot Club                                   | Alistair Ryle    |                                                               |
| 2014 | The Hunger Games: Mockingjay – Part 1           | Finnick Odair    |                                                               |
| 2015 | The Hunger Games: Mockingjay – Part 2           | Finnick Odair    |                                                               |
| 2016 | The Huntsman: Winter's War                      | William          |                                                               |
| 2016 | Me Before You                                   | Will Traynor     |                                                               |
| 2016 | Their Finest                                    | Tom Buckley      |                                                               |
| 2017 | My Cousin Rachel                                | Philip Ashley    |                                                               |
| 2017 | Journey's End                                   | Captain Stanhope |                                                               |
| 2018 | Adrift                                          | Richard Sharp    |                                                               |
| 2019 | Charlie's Angels                                | Alexander Brok   |                                                               |
| 2020 | Love Wedding Repeat                             | Jack             |                                                               |
| 2020 | Enola Holmes                                    | Mycroft Holmes   |                                                               |
| 2021 | Every Breath You Take                           | James            |                                                               |

### TV
| Year    | Title                    | Role                   | Notes                      |
| ------- | ------------------------ | ---------------------- | -------------------------- |
| 2010    | The Pillars of the Earth | Richard av Kingsbridge | Miniserie; 8 avsnitt       |
| 2010    | The Lost Future          | Kaleb                  | TV-film                    |
| 2010    | Any Human Heart          | Unge Logan Mountstuart | Miniserie; 4 avsnitt       |
| 2011    | United                   | Duncan Edwards         | TV-film                    |
| 2013    | Mary and Martha          | Ben                    | TV-film                    |
| 2019–22 | Peaky Blinders           | Sir Oswald Mosley      | Huvudroll (säsong 5 och 6) |
| 2023    | Daisy Jones & The Six    | Billy Dunne            | Kommande miniserie         |